# Prothylacynus patagonicus
Prothylacynus patagonicus és una espècie extinta de marsupial de la família dels borhiènids que visqué a Sud-amèrica durant el Miocè, fa entre 15,5 i 17,5 milions d'anys. Se n'han trobat restes fòssils a l'Argentina i Xile. Es tracta de l'única espècie del gènere Prothylacynus. Era un hipercarnívor de 65-80 cm de llargada i d'uns 30 kg que probablement es podia enfilar als arbres per empaitar les preses. El nom genèric Prothylacynus significa ‘abans de Thylacynus’.